# 源義経 (1955年の映画)
『源義経』（みなもとよしつね）は、1955年に公開された日本映画。監督は萩原遼。主演は中村錦之助。

## 概要
村上元三の同名小説を八尋不二が脚色し萩原遼が監督。中村錦之助が源義経、月形龍之介が武蔵坊弁慶を演じている。

## あらすじ
牛若丸は鞍馬山の仏門蓮忍のもとで幼少期を過ごしていた。五条橋上で弁慶と出会い主従の誓を立てた。そして、牛若の一行が鞍馬山を下りて奥州へ向かうまでを描く。

## キャスト
- 牛若丸 - 演：中村錦之助
- うつぼ - 演：中原ひとみ
- あかね - 演：月丘千秋
- 常盤 - 演：山田五十鈴
- 武蔵坊弁慶 - 演：月形龍之介
- 一条大蔵卿 - 演：中村時蔵
- 平清盛 - 演：小沢栄
- 金売り吉次 - 演：竜崎一郎
- 覚日 - 演：三島雅夫
- 新宮源次正綱 - 演：三条雅也
- 四条の正門坊 - 演：原健策
- 東光坊蓮忍 - 演：明石潮
- 隆恵 - 演：夏川大二郎
- 喜三太 - 演：中野雅晴
- 能登守教経 - 演：片岡栄二郎
- 七郎次 - 演：水野浩
- 小福丸 - 演：植木基晴
- 真砂 - 演：植木千恵
- 伊勢の三郎 - 演：吉田義夫
- 延寿の前 - 演：宮川玲子
- 与八昌常 - 演：神田隆
- 常陸坊海尊 - 演：河部五郎
- あづま - 演：浦里はるみ
- 薩摩守忠度 - 演：加賀邦男
- 土佐坊昌俊 - 演：大丸巖
- 藤太 - 演：高松錦之助
- 五郎兵衛 - 演：月形哲之介

## スタッフ
- 監督：萩原遼
- 製作：大川博
- 企画：マキノ光雄、藤本真澄、大森康正
- 原作：村上元三『源義経』
- 脚本：八尋不二
- 撮影：吉田貞次
- 美術：塚本隆治
- 音楽：小杉太一郎
- 録音：中山茂二
- 照明：和多田弘
- 製作会社：東映（京都撮影所）

## 同時上映
- 『夕焼童子 第一部 出羽の小天狗』